# Wojciech Żaliński

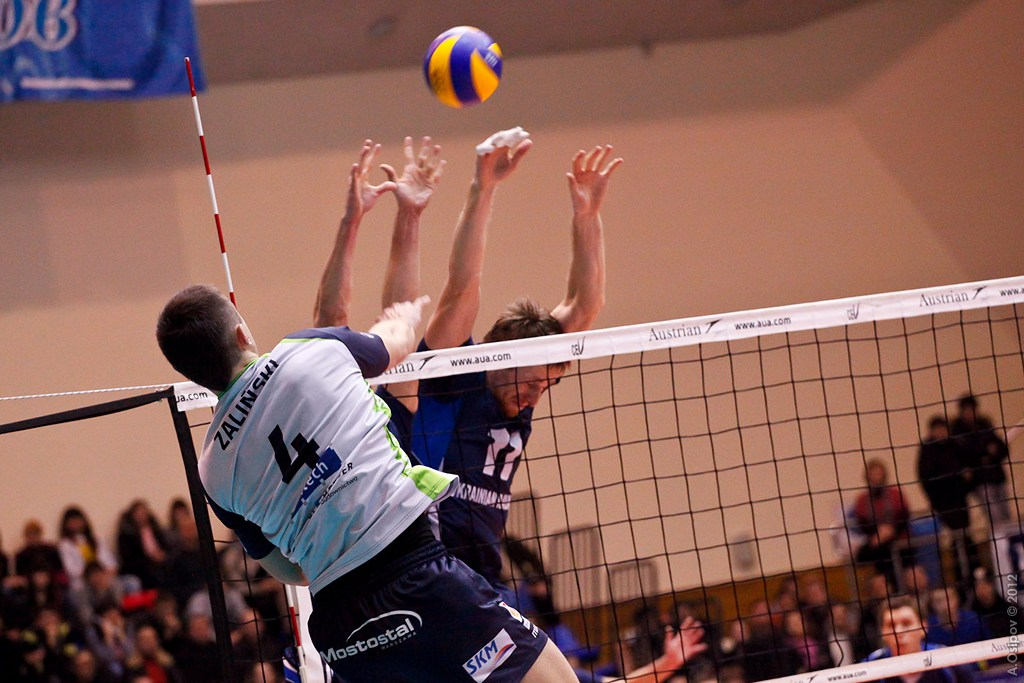
Wojciech Żaliński podczas ataku z lewego skrzydła w meczu ćwierćfinałowym Pucharu Challenge pomiędzy Łokomotywiem Charków a AZS-em Politechniką Warszawską w sezonie 2011/2012

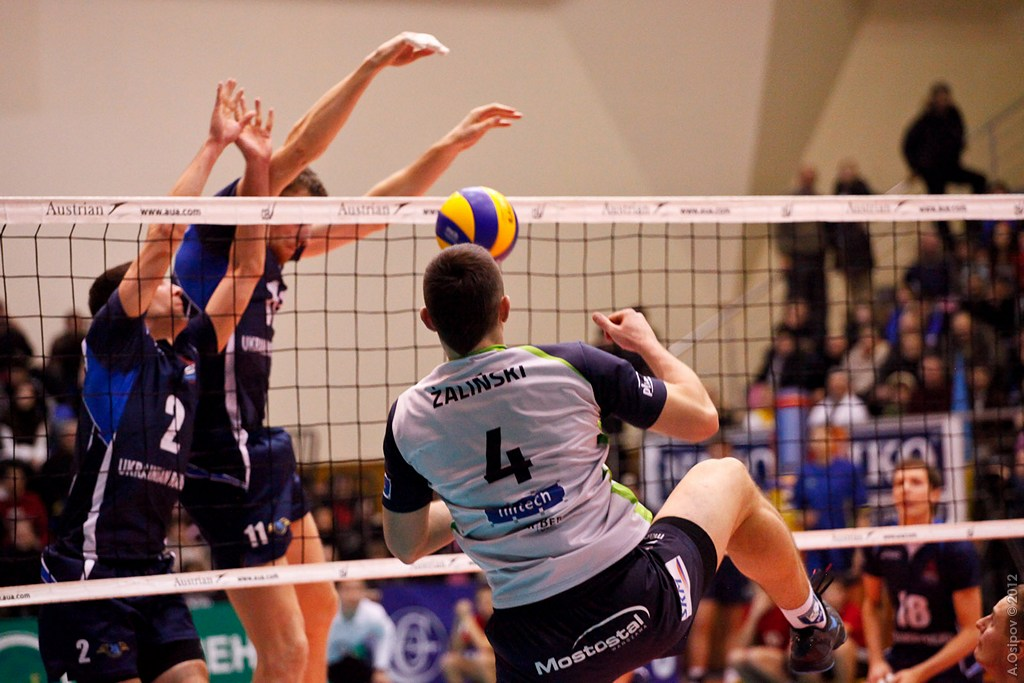
Wojciech Żaliński podczas ataku z lewego skrzydła w meczu ćwierćfinałowym Pucharu Challenge pomiędzy Łokomotywiem Charków a AZS-em Politechniką Warszawską w sezonie 2011/2012

Wojciech Żaliński (ur. 8 stycznia 1988 w Skarżysku-Kamiennej) – były polski siatkarz, grający na pozycji przyjmującego.
Na początku października 2024 roku rozpoczął współpracę z agencją menadżerską. Jest współpracownikiem agencji menadżerskiej LZSport, gdzie będzie pracował dla Georgesa Matijasevicia, który był jego agentem siatkarskim. Od 10 marca 2025 roku był prezesem WKS Czarnych Radom, 30 kwietnia 2025 roku złożył rezygnację.

## Życie prywatne
Maturę zdał w V Liceum Ogólnokształcącym im. Romualda Traugutta w Radomiu. Jego siostra, Katarzyna, również była siatkarką. Jest żonaty z Dianą Żalińską.

## Kariera klubowa
Karierę sportową rozpoczynał w STS Skarżysko-Kamienna. Za namową jednego ze szkoleniowców przeniósł się do Jadaru Radom. W barwach tego klubu wywalczył srebrny medal mistrzostw Polski juniorów. W tym samym czasie występował w seniorskiej drużynie rezerw, która w sezonie 2005/06 awansowała do II ligi. W 2005 r. został graczem pierwszego zespołu. Mimo że był zawodnikiem uczestniczącym w I-ligowych rozgrywkach, dalej grał w drugiej drużynie. Z radomianami w II lidze zajął 4. miejsce, natomiast z Jadarem wywalczył awans do Polskiej Ligi Siatkówki, pokonując w zmaganiach finałowych Delectę Bydgoszcz. W 2006 r. z drużyną Jadaru Radom awansował do Polskiej Ligi Siatkówki, w której zadebiutował w kolejnym sezonie. W sezonie 2006/07, wystąpił po raz pierwszy w najwyższej klasie ligowej. W spotkaniu 2. kolejki, wygranym z Gwardią Wrocław 3:1, zadebiutował w tych rozgrywkach, uczestnicząc w drugim i czwartym secie gry. Do końca fazy zasadniczej turnieju wziął udział w jednym meczu. Do zmagań play-off radomianie przystępowali z 7. miejsca. W tej rundzie rozegrał osiem pojedynków, w których zdobył 74 punkty. Radomski zespół w klasyfikacji końcowej ligi uplasował się na 7. pozycji. W Pucharze Polski Jadar nie zakwalifikował się do finałów. Na początku kolejnego sezonu był nadal rezerwowym. Na parkiecie pojawiał się zazwyczaj przy wykonywaniu zagrywki. 18 stycznia 2008 w meczu z Asseco Resovią Rzeszów po raz pierwszy znalazł się w wyjściowej „szóstce”. Zastąpił na pozycji atakującego Marca Liefke'go. W tym spotkaniu wywalczył 22 punkty. Wówczas radomska drużyna uległa rywalom 3:2. W następnej kolejce, w wygranym na własnej hali pojedynku z Płomieniem Sosnowiec, również wystąpił w podstawowym składzie. Przed meczem II ligi RCS-u Radom z Fartem Kielce przepisy zabroniły Żalińskiemu występów w zespole, w jakim grał na wypożyczeniu. Gracz znalazł się w dziesiątce, która stanowiła podstawę drużyny Wojciecha Stępnia. Weryfikacja trzonu Jadaru nastąpiła na podstawie przesłanych raportów dziewięciu rozegranych spotkań w Polskiej Lidze Siatkówki. Do końca sezonu był podstawowym zawodnikiem zespołu ekstraklasy, z którym w ostatniej kolejce rundy zasadniczej pokonał w Olsztynie miejscowy Mlekpol AZS 1:3, zapewniając sobie utrzymanie w lidze. W meczach play-off ze swoją drużyną ani razu nie odniósł zwycięstwa. Radomianie wówczas przegrali kolejno rywalizacje z: AZS-em Częstochowa, ZAKSA Kędzierzyn-Koźle i Płomieniem Sosnowiec, zajmując 8. miejsce w tabeli końcowej. Żaliński w fazie zasadniczej rozegrał 25 spotkań, zdobywając 173 punkty z ataku. W międzyczasie zawodnik z Jadarem uczestniczył Pucharze Polski, przystępując do ćwierćfinału po wygranym wcześniej meczu z KS-em Poznań. Był najlepiej punktującym zespołu z Radomia, jednak pojedynek wygrał przeciwnik, Mlekpol AZS Olsztyn. W latach 2010–2012 zawodnik klubu AZS Politechniki Warszawskiej. Początkowo w stołecznej drużynie pełnił zazwyczaj rolę rezerwowego, grając po przekątnej z rozgrywającym. W sezonie 2011/12 występował regularnie jako przyjmujący i dotychczas tej pozycji nie zmienił. Przez kolejne 2 lata reprezentował barwy Trefla Gdańsk. W 2014 r. powrócił do Radomia, ale tym razem zasilił szeregi drużyny Czarnych Radom. Po zakończeniu sezonu 2015/16 został zawodnikiem libańskiego klubu Anwar. 3 lipca 2019 został zawodnikiem AZS Olsztyn. Pod koniec października 2023 r. przeszedł operację kolana, przez co postanowił zakończyć karierę zawodniczą po sezonie 2023/24.

## Kariera reprezentacyjna
Wielokrotnie reprezentował polską reprezentację juniorów. W 2007 r. został również zawodnikiem kadry B narodowej. W kadrze B zadebiutował w jednym z meczów towarzyskich we Włoszech. W sierpniu 2007 r. wziął udział w uniwersjadzie w Bangkoku.
22 marca 2008 otrzymał powołanie do seniorskiej reprezentacji Polski. Przez kilka tygodni trenował z zespołem w Spale, jednak nie znalazł się w szerokiej kadrze na rozgrywany w Espinho turniej eliminacyjny do igrzysk olimpijskich, ani na Ligę Światową.
W 2013 r. zdobył srebrny medal na Uniwersjadzie w Kazaniu.

## Siatkówka plażowa
Po zakończeniu sezonu halowego uczestniczył również w turniejach siatkówki plażowej. W 2006 r. na mistrzostwach Polski juniorów w Rybniku, z Damianem Słomką zajął 5. miejsce.

## Sukcesy klubowe
Puchar Challenge:
- 2012

Puchar Polski:
- 2022[17], 2023[18]

Mistrzostwo Polski:
- 2022[19]
- 2023[20]

Liga Mistrzów:
- 2022, 2023[21]

Superpuchar Polski:
- 2023[22]

## Sukcesy reprezentacyjne
Letnia Uniwersjada:
- 2013